# Lucas Foresti
Lucas Foresti (ur. 12 maja 1992 w Brasilii) – brazylijski kierowca wyścigowy.

## Kariera

### Formuła 3
Lucas karierę wyścigową rozpoczynał w zawodach motocrossowych. W 2006 roku przeniósł się jednak do kartingu. Dwa lata później zadebiutował w serii wyścigów samochodów jednomiejscowych – Amerykańskiej Formule BMW. Punkty zdobyte podczas rundy w Brazylii sklasyfikowały go na 13. miejscu. W sezonie 2009 brał udział Południowoamerykańskiej Formule 3. Brazylijczyk siedmiokrotnie stanął na podium, odnosząc przy tym jedno zwycięstwo na torze Campo Grande. W klasyfikacji generalnej znalazł się na 3. pozycji.
W przerwie zimowej wystartował w serii Toyota Racing. Zmagania w niej zakończył na 8. miejscu, po trzykrotnej wizycie na podium (w tym zwycięstwo na torze Teretonga Park). W roku 2010 przeniósł się do Brytyjskiej Formuły 3. Najlepszy wynik osiągnął podczas pierwszego wyścigu na brytyjskim torze Silverstone, gdzie zajął trzecią lokatę. Ostatecznie w klasyfikacji końcowej uplasował się na 13. miejscu. Foresti wziął udział także w siedmiu wyścigach brazylijskiej edycji, w której pięciokrotnie znalazł się w pierwszej trójce, z czego dwukrotnie na najwyższym stopniu. Brazylijczyk zaliczył też udział w prestiżowych wyścigach – Masters of Formuła 3 oraz Grand Prix Makau – w których zajął odpowiednio 7. i 22. pozycję.
W sezonie 2011 zdominował rywalizację w otwartych mistrzostw Brazylii F3. W brytyjskiej edycji świetnie spisał się w pierwszej połowie sezonu, stając na podium w sześciu wyścigach (w tym trzykrotnie na najwyższym stopniu) oraz będąc wiceliderem klasyfikacji. W drugiej Brazylijczyk zanotował jednak spadek formy, w wyniku czego spadł ostatecznie na 7. miejsce w klasyfikacji generalnej mistrzostw (w zaledwie jednym starcie osiągnął miejsce w pierwszej trójce).

### Seria GP3
W 2010 Lucas wziął udział w pięciu rundach nowo utworzonej Serii GP3. Reprezentując brytyjski zespół Carlin, sięgnął po punkty w pierwszej eliminacji sezonu, na hiszpańskim torze Circuit de Catalunya (siódma i druga pozycja). Po opuszczeniu wyścigów w Turcji, Brazylijczyk zanotował jednak nieudane starty, podczas których nie zdobył ani jednego punktu. W klasyfikacji generalnej uplasował się 19. miejscu.

### Formuła Renault 3.5
Na sezon 2012 Foresti przeniósł się do mistrzostw Formuły Renault 3.5 i podpisał kontrakt z zespołem DAMS. W sezonie tym znacząco się nie wyróżniał, zdobywając łącznie 8 punktów. Ostatecznie uplasował się na 23 pozycji w klasyfikacji kierowców.
W sezonie 2013 startował z zespołem SMP Racing by Comtec. W żadnym z 17 wyścigów, w których wystartował, nie zdobywał punktów. Został sklasyfikowany na 26 miejscu w klasyfikacji generalnej.

## Statystyki
| Sezon | Seria                           | Zespół               | Wyścigi | PP | Zwycięstwa | Podium | NO | Punkty | Pozycja |
| ----- | ------------------------------- | -------------------- | ------- | -- | ---------- | ------ | -- | ------ | ------- |
| 2008  | Amerykańska Formuła BMW         | Amir Nasr Racing     | 2       | 0  | 0          | 0      | 0  | 6      | 13      |
| 2009  | Południowoamerykańska Formuła 3 | Cesário Fórmula      | 17      | 1  | 1          | 7      | 1  | 81     | 3       |
| 2010  | Toyota Racing Series            | Giles Motorsport     | 12      | 0  | 1          | 3      | 1  | 536    | 8       |
| 2010  | Brytyjska Formuła 3             | Carlin Motorsport    | 30      | 0  | 0          | 1      | 0  | 45     | 13      |
| 2010  | Seria GP3                       | Carlin Motorsport    | 10      | 0  | 0          | 1      | 0  | 7      | 19      |
| 2010  | Masters of Formuła 3            | Carlin Motorsport    | 1       | 0  | 0          | 0      | 0  | N/A    | 7       |
| 2010  | Południowoamerykańska Formuła 3 | Cesário Fórmula      | 7       | 0  | 3          | 5      | 2  | 128    | 8       |
| 2010  | Grand Prix Makau                | Fortec Motorsport    | 1       | 0  | 0          | 0      | 0  | N/A    | 22      |
| 2011  | Formuła 3 Brazil Open           | Cesário Fórmula      | 4       | 1  | 4          | 4      | 3  | N/A    | 1       |
| 2011  | Brytyjska Formuła 3             | Carlin Motorsport    | 30      | 3  | 1          | 2      | 7  | 170    | 7       |
| 2011  | Masters of Formuła 3            | Mücke Motorsport     | 1       | 0  | 0          | 0      | 0  | N/A    | 8       |
| 2011  | Grand Prix Makau                | Fortec Motorsport    | 1       | 0  | 0          | 0      | 0  | N/A    | 7       |
| 2012  | Formuła 3 Brazil Open           | Cesário Fórmula      | 1       | 1  | 1          | 1      | 1  | N/A    | 1       |
| 2012  | Formuła Renault 3.5             | DAMS                 | 17      | 0  | 0          | 0      | 0  | 8      | 23      |
| 2013  | Formuła Renault 3.5             | SMP Racing by Comtec | 17      | 0  | 0          | 0      | 0  | 0      | 26      |

## Wyniki w GP3
| Legenda oznaczeń w tabelach wyników Wyświetl szablon na nowej stronie | Legenda oznaczeń w tabelach wyników Wyświetl szablon na nowej stronie                                                                     |
| Oznaczenie                                                            | Wyjaśnienie |
| --------------------------------------------------------------------- | --- |
| Złoty                                                                 | Zwycięzca lub mistrzostwo |
| Srebrny                                                               | 2. miejsce lub wicemistrzostwo |
| Brązowy                                                               | 3. miejsce lub II wicemistrzostwo |
| Zielony                                                               | Ukończył, punktował (w klasyfikacji generalnej, gdy zdobył co najmniej jeden punkt na przestrzeni sezonu, poza trzema powyższymi opcjami) |
| Niebieski                                                             | Ukończył, nie punktował (w klasyfikacji generalnej, gdy nie zdobył co najmniej jednego punktu na przestrzeni sezonu)                      |
| Czerwony                                                              | Nie zakwalifikował się (NZ) |
| Czerwony                                                              | Nie prekwalifikował się (NPK) |
| Różowy                                                                | Nie ukończył (NU) |
| Różowy                                                                | Niesklasyfikowany (NS) (w klasyfikacji generalnej, gdy nie został sklasyfikowany w żadnym wyścigu sezonu)                                 |
| Czarny                                                                | Zdyskwalifikowany (DK) |
| Czarny                                                                | Wykluczony (WYK/EX) |
| Biały                                                                 | Nie wystartował (NW) |
| Biały                                                                 | Kontuzjowany (K/INJ) |
| Biały                                                                 | Wyścig odwołany (OD/C) |
| Bez koloru                                                            | Został wycofany (WYC/WD) |
| Bez koloru                                                            | Nie przybył (NP/DNA) |
| Bez koloru                                                            | Nie brał udziału w treningach (NT/DNP) |
| Bez koloru                                                            | Nie został zgłoszony (–) |
| Pogrubienie                                                           | Start z pole position |
| Kursywa                                                               | Najszybsze okrążenie wyścigu |
| †                                                                     | Nie ukończył, ale jego rezultat został zaliczony ze względu na przejechanie więcej niż 90% dystansu wyścigu.                              |
| *                                                                     | Sezon w trakcie |
| 1/2/3                                                                 | Punktowana pozycja w sprincie kwalifikacyjnym                                                                                             |
| Lista systemów punktacji Formuły 1                                    | |

| Rok  | Zespół | Wyniki w poszczególnych eliminacjach | Wyniki w poszczególnych eliminacjach | Wyniki w poszczególnych eliminacjach | Wyniki w poszczególnych eliminacjach | Wyniki w poszczególnych eliminacjach | Wyniki w poszczególnych eliminacjach | Wyniki w poszczególnych eliminacjach | Wyniki w poszczególnych eliminacjach | Wyniki w poszczególnych eliminacjach | Wyniki w poszczególnych eliminacjach | Wyniki w poszczególnych eliminacjach | Wyniki w poszczególnych eliminacjach | Wyniki w poszczególnych eliminacjach | Wyniki w poszczególnych eliminacjach | Wyniki w poszczególnych eliminacjach | Wyniki w poszczególnych eliminacjach | Punkty | Pozycja |
| ---- | ------ | ------------------------------------ | ------------------------------------ | ------------------------------------ | ------------------------------------ | ------------------------------------ | ------------------------------------ | ------------------------------------ | ------------------------------------ | ------------------------------------ | ------------------------------------ | ------------------------------------ | ------------------------------------ | ------------------------------------ | ------------------------------------ | ------------------------------------ | ------------------------------------ | ------ | ------- |
| 2010 | Carlin | ESP                                  | ESP                                  | TUR                                  | TUR                                  | VAL                                  | VAL                                  | GBR                                  | GBR                                  | DEU                                  | DEU                                  | HUN                                  | HUN                                  | BEL                                  | BEL                                  | ITA                                  | ITA                                  | 7      | 19      |
| 2010 | Carlin | 7                                    | 2                                    | -                                    | -                                    | 21                                   | 28                                   | 18                                   | 16                                   | NU                                   | 14                                   | -                                    | -                                    | -                                    | -                                    | 20                                   | NU                                   | 7      | 19      |

## Wyniki w Formule Renault 3.5
| Legenda oznaczeń w tabelach wyników Wyświetl szablon na nowej stronie | Legenda oznaczeń w tabelach wyników Wyświetl szablon na nowej stronie                                                                     |
| Oznaczenie                                                            | Wyjaśnienie |
| --------------------------------------------------------------------- | --- |
| Złoty                                                                 | Zwycięzca lub mistrzostwo |
| Srebrny                                                               | 2. miejsce lub wicemistrzostwo |
| Brązowy                                                               | 3. miejsce lub II wicemistrzostwo |
| Zielony                                                               | Ukończył, punktował (w klasyfikacji generalnej, gdy zdobył co najmniej jeden punkt na przestrzeni sezonu, poza trzema powyższymi opcjami) |
| Niebieski                                                             | Ukończył, nie punktował (w klasyfikacji generalnej, gdy nie zdobył co najmniej jednego punktu na przestrzeni sezonu)                      |
| Czerwony                                                              | Nie zakwalifikował się (NZ) |
| Czerwony                                                              | Nie prekwalifikował się (NPK) |
| Różowy                                                                | Nie ukończył (NU) |
| Różowy                                                                | Niesklasyfikowany (NS) (w klasyfikacji generalnej, gdy nie został sklasyfikowany w żadnym wyścigu sezonu)                                 |
| Czarny                                                                | Zdyskwalifikowany (DK) |
| Czarny                                                                | Wykluczony (WYK/EX) |
| Biały                                                                 | Nie wystartował (NW) |
| Biały                                                                 | Kontuzjowany (K/INJ) |
| Biały                                                                 | Wyścig odwołany (OD/C) |
| Bez koloru                                                            | Został wycofany (WYC/WD) |
| Bez koloru                                                            | Nie przybył (NP/DNA) |
| Bez koloru                                                            | Nie brał udziału w treningach (NT/DNP) |
| Bez koloru                                                            | Nie został zgłoszony (–) |
| Pogrubienie                                                           | Start z pole position |
| Kursywa                                                               | Najszybsze okrążenie wyścigu |
| †                                                                     | Nie ukończył, ale jego rezultat został zaliczony ze względu na przejechanie więcej niż 90% dystansu wyścigu.                              |
| *                                                                     | Sezon w trakcie |
| 1/2/3                                                                 | Punktowana pozycja w sprincie kwalifikacyjnym                                                                                             |
| Lista systemów punktacji Formuły 1                                    | |

| Rok  | Zespół               | Wyniki w poszczególnych eliminacjach | Wyniki w poszczególnych eliminacjach | Wyniki w poszczególnych eliminacjach | Wyniki w poszczególnych eliminacjach | Wyniki w poszczególnych eliminacjach | Wyniki w poszczególnych eliminacjach | Wyniki w poszczególnych eliminacjach | Wyniki w poszczególnych eliminacjach | Wyniki w poszczególnych eliminacjach | Wyniki w poszczególnych eliminacjach | Wyniki w poszczególnych eliminacjach | Wyniki w poszczególnych eliminacjach | Wyniki w poszczególnych eliminacjach | Wyniki w poszczególnych eliminacjach | Wyniki w poszczególnych eliminacjach | Wyniki w poszczególnych eliminacjach | Wyniki w poszczególnych eliminacjach | Punkty | Pozycja |
| ---- | -------------------- | ------------------------------------ | ------------------------------------ | ------------------------------------ | ------------------------------------ | ------------------------------------ | ------------------------------------ | ------------------------------------ | ------------------------------------ | ------------------------------------ | ------------------------------------ | ------------------------------------ | ------------------------------------ | ------------------------------------ | ------------------------------------ | ------------------------------------ | ------------------------------------ | ------------------------------------ | ------ | ------- |
| 2012 | DAMS                 | ARA                                  | ARA                                  | MON                                  | BEL                                  | BEL                                  | DEU                                  | DEU                                  | RUS                                  | RUS                                  | GBR                                  | GBR                                  | HUN                                  | HUN                                  | FRA                                  | FRA                                  | CAT                                  | CAT                                  | 8      | 23      |
| 2012 | DAMS                 | 11                                   | NU                                   | 17                                   | NU                                   | NU                                   | NU                                   | 10                                   | 18                                   | 14                                   | 7                                    | 18                                   | 11                                   | 13                                   | 14                                   | 10                                   | NU                                   | NU                                   | 8      | 23      |
| 2013 | SMP Racing by Comtec | ITA                                  | ITA                                  | ARA                                  | ARA                                  | MON                                  | BEL                                  | BEL                                  | RUS                                  | RUS                                  | AUT                                  | AUT                                  | HUN                                  | HUN                                  | FRA                                  | FRA                                  | CAT                                  | CAT                                  | 0      | 26      |
| 2013 | SMP Racing by Comtec | NU                                   | NU                                   | 14                                   | 16                                   | 16                                   | 22                                   | NU                                   | NU                                   | NW                                   | 12                                   | 21                                   | 14                                   | 17                                   | NU                                   | 17                                   | 11                                   | 15                                   | 0      | 26      |